# Кати 2
«Кати 2» — кінофільм режисера Сіу-Тунг Чінг та Джонні То, що вийшов на екрани в 1993 році.

## Зміст
Недалеке майбутнє — на нашій планеті запанував ядерний апокаліпсис, і вцілілі люди змушені ділити мізерні ресурси, щодня борючись за своє життя з ворожим оточенням і один одним. Кім захопив великі запаси питної води і готується за допомогою безжальних найманців стати королем нового світу. Однак знаходяться герої, здатні кинути виклик кривавому тирану.

## Ролі
| Актор                | Роль |
| -------------------- | ---- |
| Меггі Чун            | -    |
| Мішель Йео           | -    |
| Аніта Муй            | -    |
| Деміен Лау           | -    |
| Ентоні Вонг Чау-Санг | -    |
| Такеши Канеширо      | -    |
| Чінг Ван Лау         | -    |
| Пол Чун              | -    |
| Сан Кван             | -    |
| Едді Ко              | -    |

## Знімальна група
- Режисер — Сіу-Тунг Чінг, Джонні То
- Сценарист — Сенді Шоу, Сюзанна Чан
- Продюсер — Джонні То, Сіу-Тунг Чінг
- Композитор — Сейсін Вонг